# Eichgraben bei Zipfen
Der Eichgraben bei Zipfen ist ein flächenhaftes Naturdenkmal in der Gemeinde Otzberg, Gemarkung Lengfeld im Landkreis Darmstadt-Dieburg, Südhessen.

## Lage
Das Naturdenkmal „Eichgraben bei Zipfen“ liegt im Naturraum Reinheimer Hügelland. Es befindet sich östlich von Otzberg-Lengfeld und nördlich vom Weiler Zipfen, etwa 700 Meter nördlich der Bundesstraße 426. Die Fläche des Schutzgebietes beträgt etwa 2,8 Hektar.

## Schutzzweck
Der „Eichgraben bei Zipfen“ ist ein ehemaliger Sandstein-Steinbruch. Das Naturdenkmal wurde mit Verordnung vom 7. August 1991, veröffentlicht im Darmstädter Echo am 10. August 1991, ausgewiesen. Schutzgründe sind naturgeschichtliche und wissenschaftliche Gründe sowie die Seltenheit, Eigenart und Schönheit des Gebietes.

## Beschreibung
Im Osten begrenzen die Steilwände des früheren Steinbruchs das Schutzgebiet, im Westen verläuft in Süd-Nord-Richtung der Eichgraben. Das Gelände umfasst Gehölzbestände und mehrere Wiesen, in denen Herbstzeitlose und Großes Zweiblatt blühen. Im Nordosten erhebt sich zwischen dem Weg und dem Eichgraben eine ehemalige Abraumhalde des Steinbruchs, die mit einer Trockenwiese bewachsen ist, darin einige Exemplare von Helm-Knabenkraut. Das vielgestaltige Gebiet ist Lebensraum von etwa 40 Vogelarten, zwei Fledermausarten, Zauneidechse und Blindschleiche. Es wurden acht Heuschreckenarten, darunter der Wiesengrashüpfer, und 20 Arten von Tagfaltern nachgewiesen.

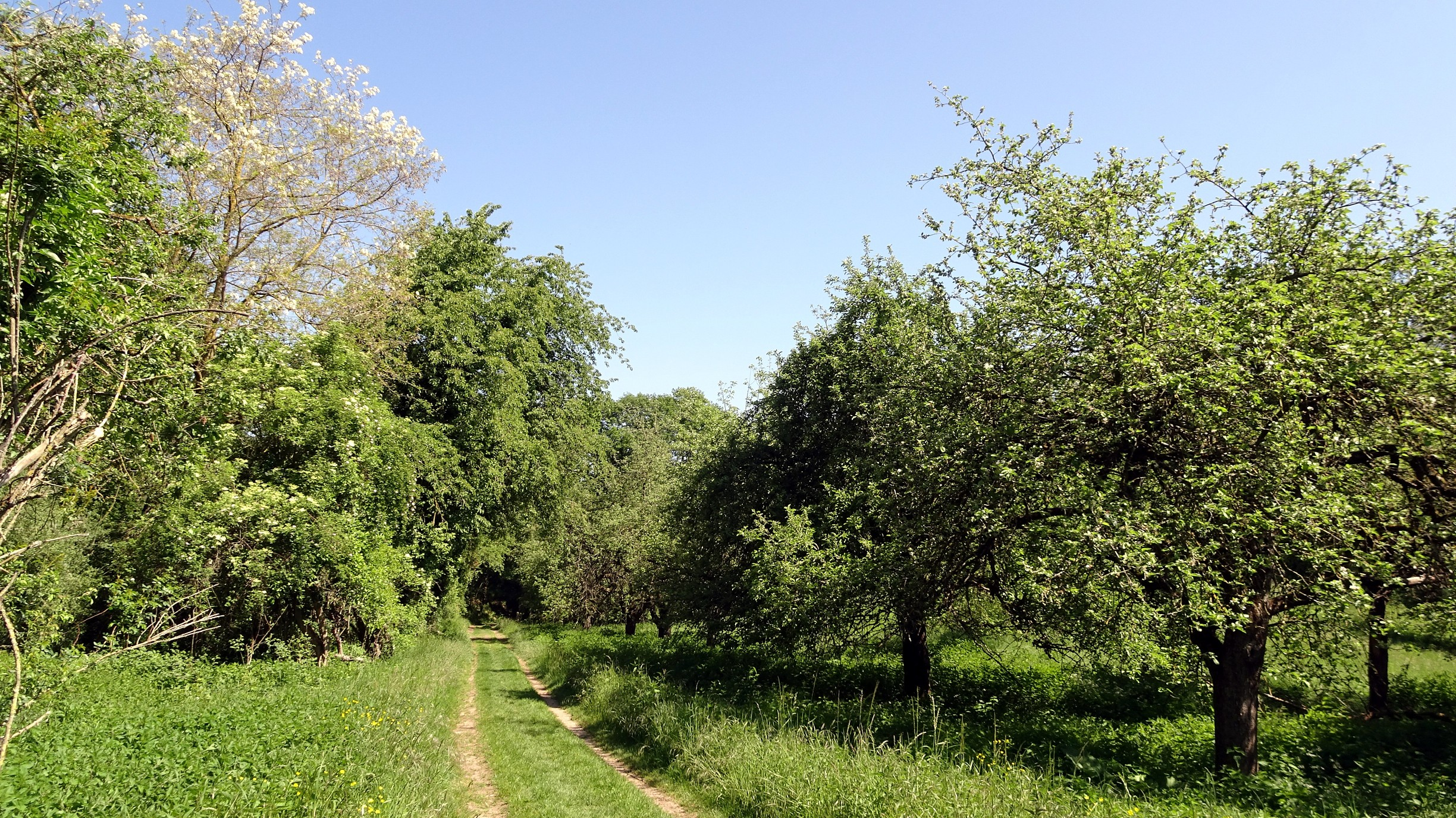
Weg von Süden, Wiese mit Apfelbäumen (2020)
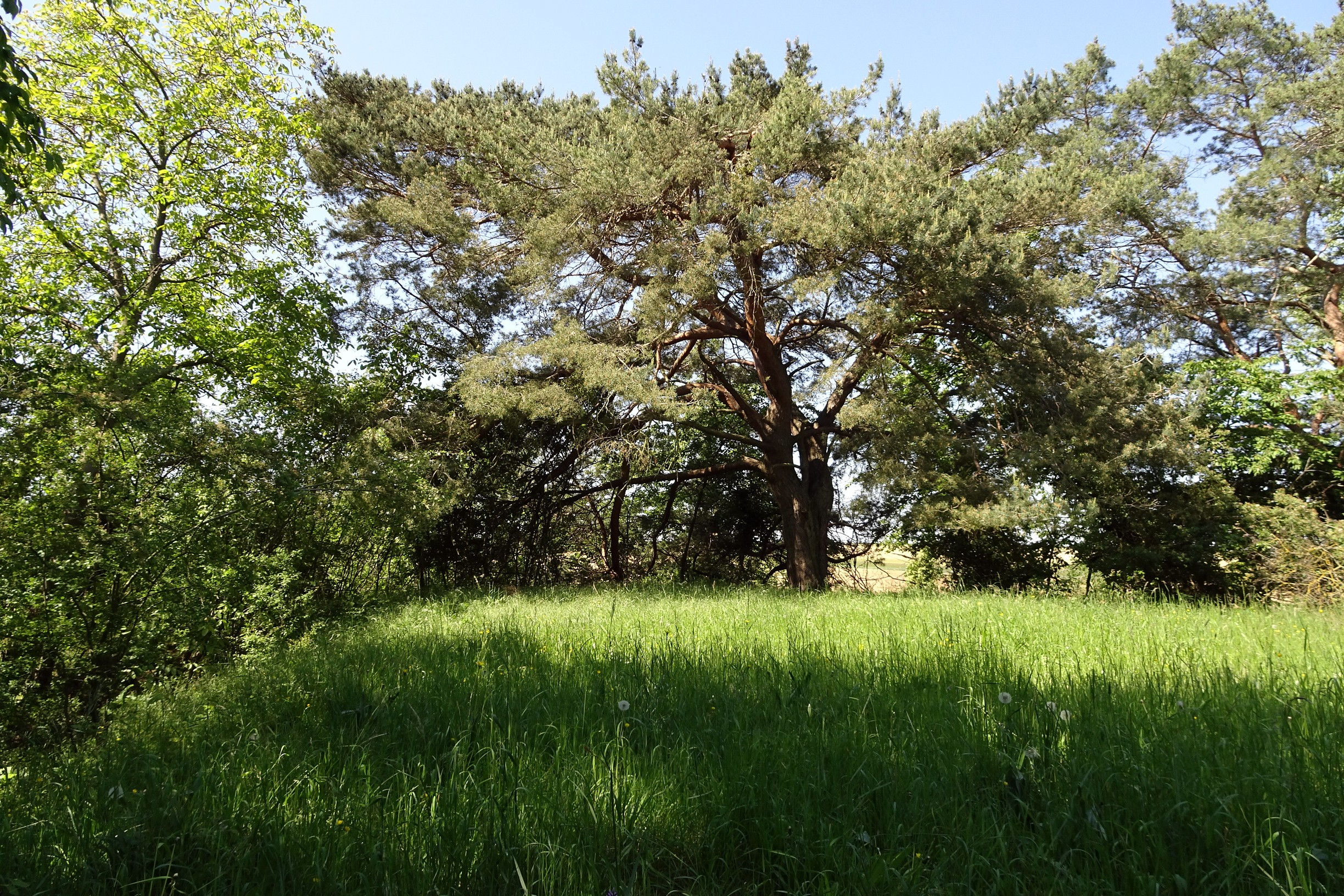
Trockenwiese auf der ehemaligen Abraumhalde (2020)
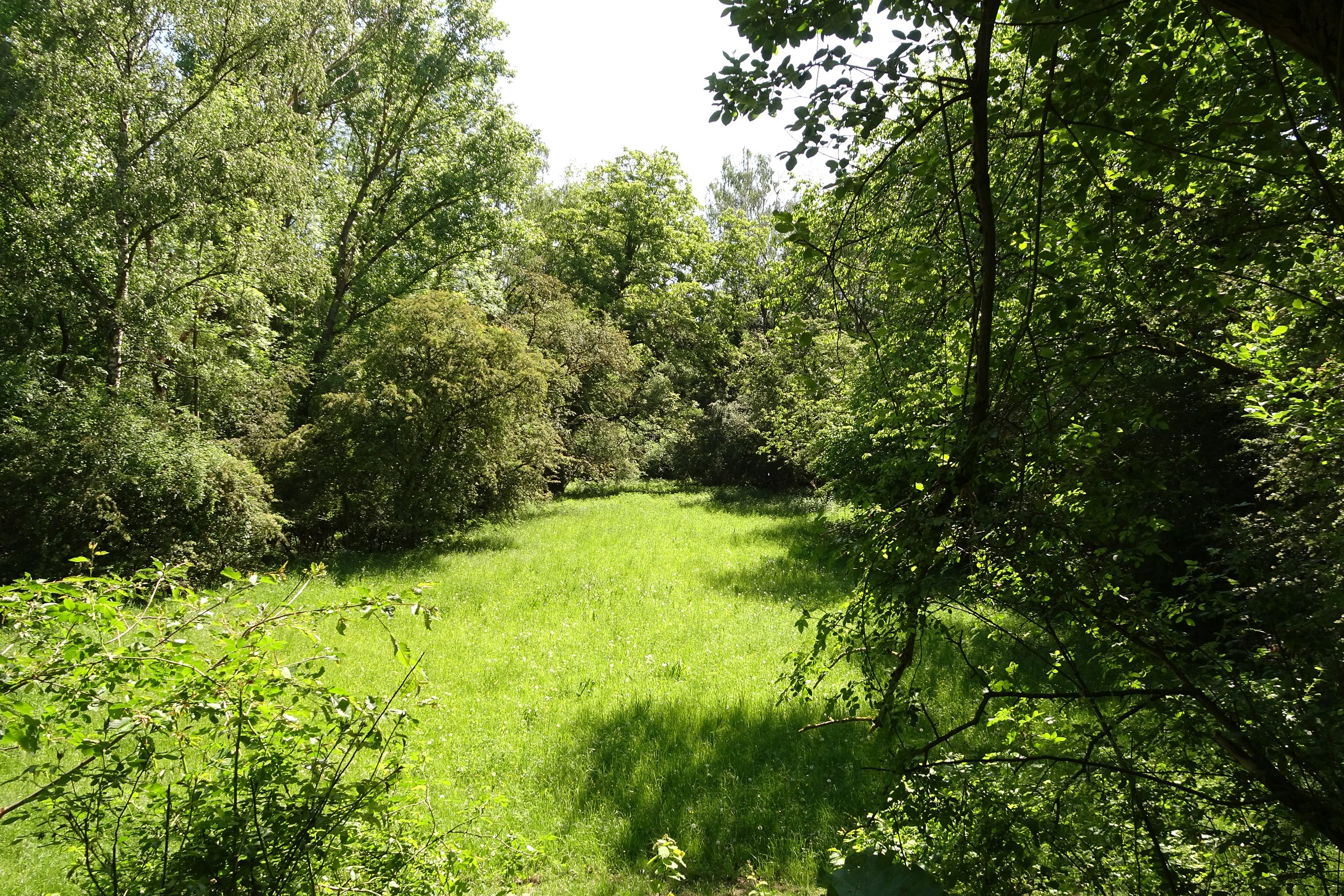
Wiese mit Herbstzeitlosen (2020)
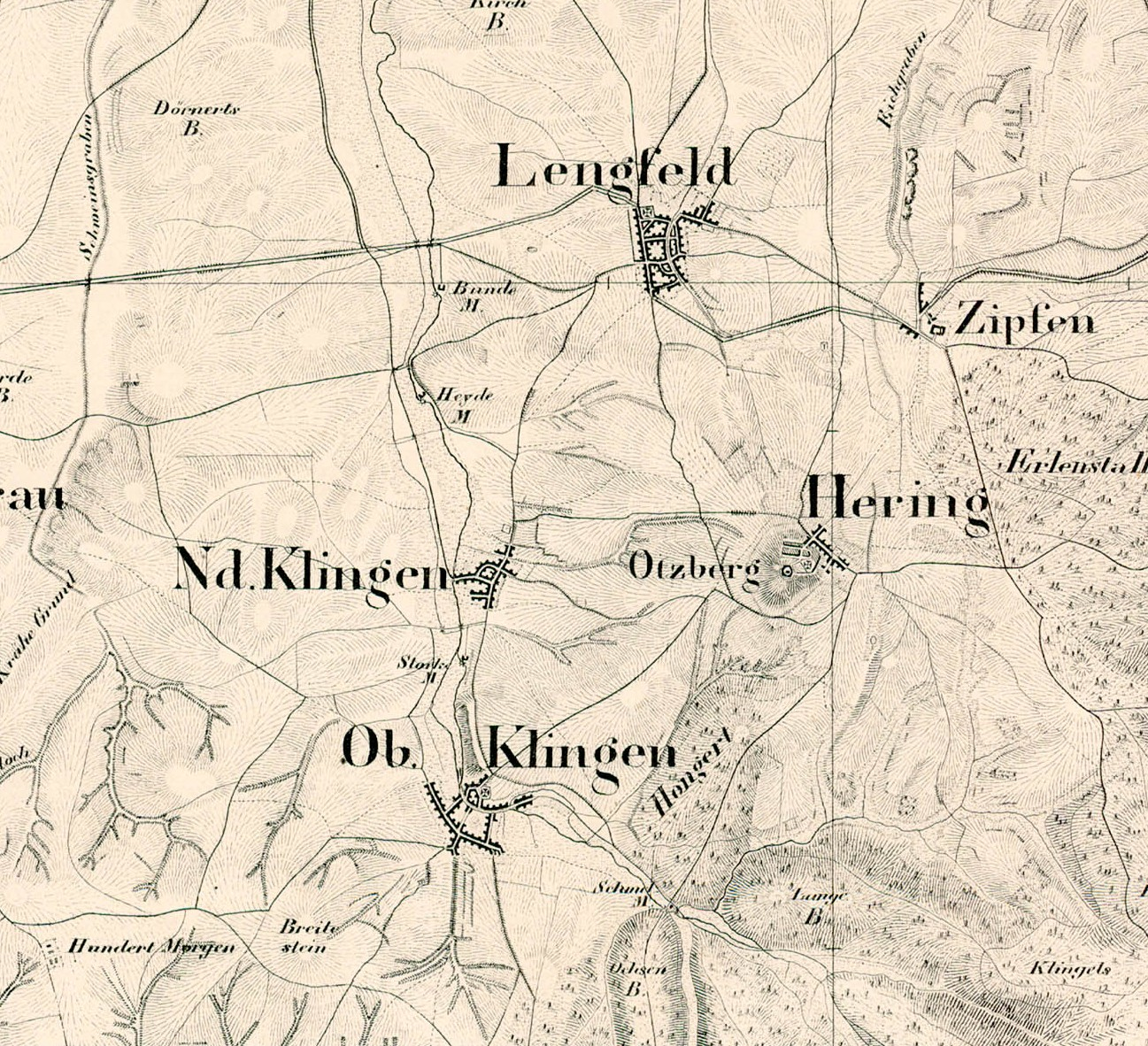
Steinbrüche bei Zipfen in der „Karte von dem Großherzogthume Hessen“ (1832–1850)